# (34358) 2000 RV22
2000 RV22 (asteroide 34358) é um asteroide da cintura principal. Possui uma excentricidade de 0.08014530 e uma inclinação de 10.05538º.
Este asteroide foi descoberto no dia 1 de setembro de 2000 por LINEAR em Socorro.